# مايكل أولوكاندي
مايكل أولوكاندي (بالإنجليزية: Michael Olowokandi)‏ مواليد 3 أبريل 1975 في لاغوس، هو لاعب كرة سلة إنجليزي سابق بدأ مسيرته الاحترافية في سنة 1998. يبلغ طوله 7 قدم 0 بوصة (2.1 م). اعتزل اللعب في 2007.

## فرق لعب لها
- فيرتوس بالاكانسترو بولونيا
- لوس أنجلوس كليبرز
- مينيسيوتا تيمبر وولفز
- بوسطن سيلتكس

## روابط خارجية
- مايكل أولوكاندي على موقع إن بي أي (الإنجليزية)
- مايكل أولوكاندي على موقع سبورتس رفرنس (الإنجليزية)
- مايكل أولوكاندي على موقع كرة السلة الأوروبية.كوم (الإنجليزية)
- مايكل أولوكاندي على موقع كلية كرة السلة في سبورتس رفرنس.كوم (الإنجليزية)
- مايكل أولوكاندي على موقع ريلجم (الإنجليزية)
- مايكل أولوكاندي على موقع بروبوليرز (الإنجليزية)
- مايكل أولوكاندي على موقع سبورتس رفرنس (الإنجليزية)